# 王积权
王积权（1957年—），海南五指山人，黎族，中华人民共和国政治人物、第十一届全国人民代表大会海南地区代表。
毕业于中央民族学院汉语言文学专业，是中共党员。担任海南省白沙黎族自治县县委书记。2008年起担任全国人大代表。